# Wylde Mammoths
Wylde Mammoths var ett svenskt garagerock-band från norra Stockholm.
Bandet gav ut sitt första album 1987 på det amerikanska skivbolaget Crypt Records, vilka fram till dess mestadels gett ut samlingsskivor med obskyr garagerock från 1960-talet. Bandet var själva mycket influerade av 1960-talsmusik och spelade in sitt första album på en äldre 2-kanals Beocord rullbandspelare i låtskrivaren Peter Maniettes källare. Turnéer i USA och Europa och ytterligare skivor följde innan bandet splittrades i början av 1990-talet.

## Bandmedlemmar
- Peter Maniette – sång, gitarr
- Per Wannerberg – gitarr
- Patrick Emt – basgitarr
- Stellan Wahlström – trummor

## Diskografi

### Studioalbum
- 1987 – Go Baby Go!! (LP, Crypt Records)
- 1988 – Things That Matter (LP, Crypt Records)

### EPs
- 1986 – Four Wolly Giants (7" vinyl, Mystery Scene Records)
- 1987 – Help That Girl (7" vinyl, Crypt Records)
- 1994 – You Gotta Go (7" vinyl, Misty Lane Records)

### Singlar
- 1988 – "I Can't Go Without You" / "Deep Down In Misery" (7" flexi-disk, gratis med Splendid Magazine 3)
- 1990 – "Before It's Too Late" / "I Can't Win" (7" vinyl, Unique Records)

### Samlingsalbum
- 1989 – 60-tals Popjubileum - Live at Tyrol (New Music Records)
- 1996 – Roots of Swedish Pop - The Garage Days vol. 2 (CD, Uppers Records)
- 2010 – A Real Cool Time Revisited: Swedish Punk Pop and Garage Rock 1982-1989 (CD, Amigo Musik)